# Rüdiger Schleicher

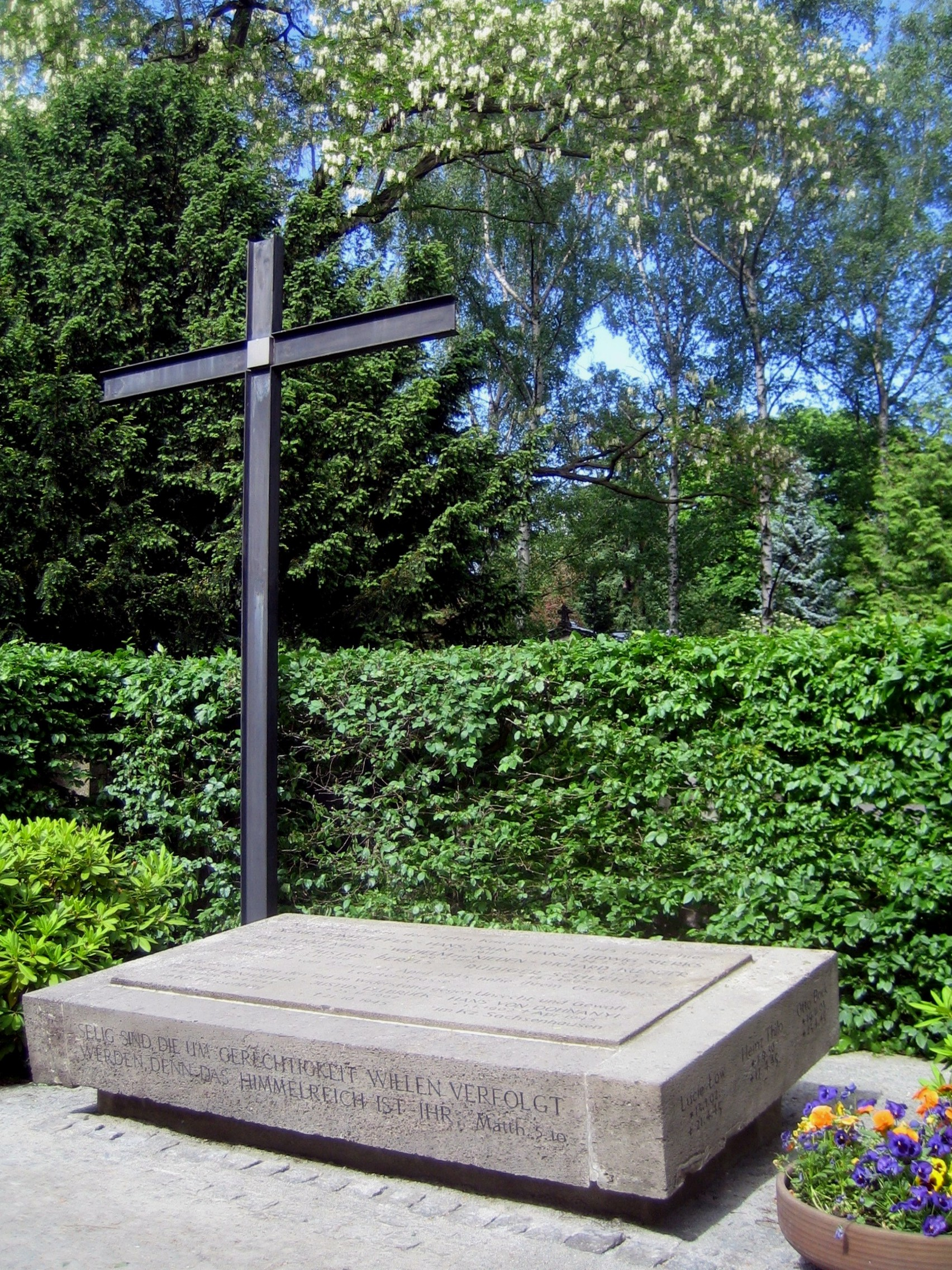
Tumba de Rüdiger Schleicher y de otros miembros de la Resistencia alemana.

Rüdiger Schleicher (Stuttgart, 14 de enero de 1895 - Berlín, 23 de abril de 1945) fue un profesor alemán en leyes y navegación aérea que formó parte de la Resistencia alemana contra los nazis y participó en el fallido atentado del 20 de julio de 1944 contra Hitler. Era cuñado del mártir Dietrich Bonhoeffer, ejecutado por los nazis.

## Biografía
Estudió leyes en la Universidad de Tubinga, de donde se graduó en 1923 con la tesis sobre navegación internacional aérea: “Internationales Luftfahrtrecht” obteniendo gran reconocimiento por su “Kommentar zum deutschen Luftverkehrsgesetz” de 1933.
Trabajó en Württemberg ascendiendo al ministerio de transporte del Reich. En 1933 fue trasladado a la división del Aire y en 1939 a director del departamento legal. 
Sus tratados sobre la convención de La Haya 1899 y 1907 no fueron bien recibidos por el régimen.
En 1939, dirigió el Instituto para la ley aérea y la revista "Archiv für Luftrecht", usados para reuniones de la resistencia.
Participó en el fracasado complot del 20 de julio de 1944 para matar a Hitler y sentenciado a muerte por el juez Roland Freisler del Tribunal del Pueblo el 2 de febrero de 1945.
El 22 de abril de 1945 fue fusilado por un comando especial de la Gestapo junto a otros 12, entre ellos su cuñado Klaus Bonhoeffer, su asistente, el Dr. Hans John (33 años), Wilhelm zur Nieden, Wilhelm Staehle y el disidente Friedrich Justus Perels cerca de Lehrter Straße en Berlín, cuando en la ciudad se aproximaba la liberación por el ejército rojo.
Casado con Ursula Bonhoeffer (1902-1983), hija del doctor Karl Bonhoeffer y hermana de Dietrich y Klaus Bonhoeffer. 
Su hija Renate se casó con el gran amigo del pastor Dietrich Bonhoeffer y teólogo Eberhard Bethge.

## Literatura
- Bracher, Karl Dietrich: Geschichte als Erfahrung. Betrachtungen zum 20. Jahrhundert; Stuttgart u.a. 2001; ISBN 3-421-0544-4